# Eulepidotis candida
Eulepidotis candida är en fjärilsart som beskrevs av Bar 1876. Eulepidotis candida ingår i släktet Eulepidotis och familjen nattflyn. Inga underarter finns listade i Catalogue of Life.